# Система футбольных лиг Нидерландов
Система футбольных лиг Нидерландов является одной из крупнейших систем футбольных чемпионатов зоны УЕФА. Она состоит из множества уровней.

## Таблица
К профессиональным футбольным соревнованиям относятся команды, которые выступают на первых двух уровнях: в Высшем Дивизионе (Эредивизие) и Первом Дивизионе (Эрсте Дивизие). До 1971 года туда относился ещё и Второй Дивизион (Тведе Дивизие), но в 1971 году он был распущен. В 2016 году Второй дивизион был воссоздан. Является полупрофессиональным.
Четвёртый уровень (Третий дивизион) и ниже — любительские.
| Уровень | Лига/Дивизион | Лига/Дивизион | Лига/Дивизион | Лига/Дивизион | Лига/Дивизион | Лига/Дивизион |
| ------- | --- | --- | --- | --- | --- | --- |
| 1       | Эредивизие (Высший дивизион) 18 клубов | Эредивизие (Высший дивизион) 18 клубов | Эредивизие (Высший дивизион) 18 клубов | Эредивизие (Высший дивизион) 18 клубов | Эредивизие (Высший дивизион) 18 клубов | Эредивизие (Высший дивизион) 18 клубов |
| 2       | Эрсте Дивизие (Первый дивизион) 20 клубов | Эрсте Дивизие (Первый дивизион) 20 клубов | Эрсте Дивизие (Первый дивизион) 20 клубов | Эрсте Дивизие (Первый дивизион) 20 клубов | Эрсте Дивизие (Первый дивизион) 20 клубов | Эрсте Дивизие (Первый дивизион) 20 клубов |
| 3       | Второй дивизион 18 клубов В сезонах 2010/11—2016/17 третьим уровнем был Топклассе (Третий дивизион). | Второй дивизион 18 клубов В сезонах 2010/11—2016/17 третьим уровнем был Топклассе (Третий дивизион). | Второй дивизион 18 клубов В сезонах 2010/11—2016/17 третьим уровнем был Топклассе (Третий дивизион). | Второй дивизион 18 клубов В сезонах 2010/11—2016/17 третьим уровнем был Топклассе (Третий дивизион). | Второй дивизион 18 клубов В сезонах 2010/11—2016/17 третьим уровнем был Топклассе (Третий дивизион). | Второй дивизион 18 клубов В сезонах 2010/11—2016/17 третьим уровнем был Топклассе (Третий дивизион). |
| 4       | Третий дивизион (Лига Субботы) 16 клубов В этой части таблицы далее идут соревнования Лиги Субботы. | Третий дивизион (Лига Субботы) 16 клубов В этой части таблицы далее идут соревнования Лиги Субботы. | Третий дивизион (Лига Субботы) 16 клубов В этой части таблицы далее идут соревнования Лиги Субботы. | Третий дивизион (Лига Воскресенья) 16 клубов В этой части таблицы далее идут соревнования Лиги Воскресенья. | Третий дивизион (Лига Воскресенья) 16 клубов В этой части таблицы далее идут соревнования Лиги Воскресенья. | Третий дивизион (Лига Воскресенья) 16 клубов В этой части таблицы далее идут соревнования Лиги Воскресенья. |
| 5       | Хофдклассе А 14 клубов | Хофдклассе B 14 клубов | Хофдклассе C 14 клубов | Хофдклассе А 14 клубов | Хофдклассе B 14 клубов | Хофдклассе C 14 клубов |
| 5       | Округ Запад 1: Эрсте Классе А 14 клубов Округ Запад 2: Эрсте Классе B 14 клубов Округ Юг 1: Эрсте Классе C 14 клубов Округ Восток: Эрсте Классе D 14 клубов Округ Север: Эрсте Классе E 14 клубов Далее все соревнования идут параллельно. | Округ Запад 1: Эрсте Классе А 14 клубов Округ Запад 2: Эрсте Классе B 14 клубов Округ Юг 1: Эрсте Классе C 14 клубов Округ Восток: Эрсте Классе D 14 клубов Округ Север: Эрсте Классе E 14 клубов Далее все соревнования идут параллельно. | Округ Запад 1: Эрсте Классе А 14 клубов Округ Запад 2: Эрсте Классе B 14 клубов Округ Юг 1: Эрсте Классе C 14 клубов Округ Восток: Эрсте Классе D 14 клубов Округ Север: Эрсте Классе E 14 клубов Далее все соревнования идут параллельно. | Округ Запад 1: Эрсте Классе А 14 клубов Округ Запад 2: Эрсте Классе B 14 клубов Округ Юг 1: Эрсте Классе C 14 клубов Округ Юг 2: Эрсте Классе D 14 клубов Округ Восток: Эрсте Классе E 14 клубов Округ Север: Эрсте Классе F 14 клубов Далее все соревнования идут параллельно. | Округ Запад 1: Эрсте Классе А 14 клубов Округ Запад 2: Эрсте Классе B 14 клубов Округ Юг 1: Эрсте Классе C 14 клубов Округ Юг 2: Эрсте Классе D 14 клубов Округ Восток: Эрсте Классе E 14 клубов Округ Север: Эрсте Классе F 14 клубов Далее все соревнования идут параллельно. | Округ Запад 1: Эрсте Классе А 14 клубов Округ Запад 2: Эрсте Классе B 14 клубов Округ Юг 1: Эрсте Классе C 14 клубов Округ Юг 2: Эрсте Классе D 14 клубов Округ Восток: Эрсте Классе E 14 клубов Округ Север: Эрсте Классе F 14 клубов Далее все соревнования идут параллельно. |
| 6       | Округ Запад 1: Тведе Классе A 14 клубов Округ Запад 1: Тведе Классе B 14 клубов Округ Запад 2: Тведе Классе C 14 клубов Округ Запад 2: Тведе Классе D 14 клубов Округ Юг 1: Тведе Классе E 14 клубов Округ Юг 1: Тведе Классе F 14 клубов Округ Восток: Тведе Классе G 14 клубов Округ Восток: Тведе Классе H 14 клубов Округ Север: Тведе Классе I 14 клубов Округ Север: Тведе Классе J 14 клубов | Округ Запад 1: Тведе Классе A 14 клубов Округ Запад 1: Тведе Классе B 14 клубов Округ Запад 2: Тведе Классе C 14 клубов Округ Запад 2: Тведе Классе D 14 клубов Округ Юг 1: Тведе Классе E 14 клубов Округ Юг 1: Тведе Классе F 14 клубов Округ Восток: Тведе Классе G 14 клубов Округ Восток: Тведе Классе H 14 клубов Округ Север: Тведе Классе I 14 клубов Округ Север: Тведе Классе J 14 клубов | Округ Запад 1: Тведе Классе A 14 клубов Округ Запад 1: Тведе Классе B 14 клубов Округ Запад 2: Тведе Классе C 14 клубов Округ Запад 2: Тведе Классе D 14 клубов Округ Юг 1: Тведе Классе E 14 клубов Округ Юг 1: Тведе Классе F 14 клубов Округ Восток: Тведе Классе G 14 клубов Округ Восток: Тведе Классе H 14 клубов Округ Север: Тведе Классе I 14 клубов Округ Север: Тведе Классе J 14 клубов | Округ Запад 1: Тведе Классе A 14 клубов Округ Запад 1: Тведе Классе B 14 клубов Округ Запад 2: Тведе Классе C 14 клубов Округ Запад 2: Тведе Классе D 14 клубов Округ Юг 1: Тведе Классе E 14 клубов Округ Юг 1: Тведе Классе F 14 клубов Округ Юг 2: Тведе Классе G 14 клубов Округ Юг 2: Тведе Классе H 14 клубов Округ Восток: Тведе Классе I 14 клубов Округ Восток: Тведе Классе J 14 клубов Округ Север: Тведе Классе K 14 клубов Округ Север: Тведе Классе L 14 клубов | Округ Запад 1: Тведе Классе A 14 клубов Округ Запад 1: Тведе Классе B 14 клубов Округ Запад 2: Тведе Классе C 14 клубов Округ Запад 2: Тведе Классе D 14 клубов Округ Юг 1: Тведе Классе E 14 клубов Округ Юг 1: Тведе Классе F 14 клубов Округ Юг 2: Тведе Классе G 14 клубов Округ Юг 2: Тведе Классе H 14 клубов Округ Восток: Тведе Классе I 14 клубов Округ Восток: Тведе Классе J 14 клубов Округ Север: Тведе Классе K 14 клубов Округ Север: Тведе Классе L 14 клубов | Округ Запад 1: Тведе Классе A 14 клубов Округ Запад 1: Тведе Классе B 14 клубов Округ Запад 2: Тведе Классе C 14 клубов Округ Запад 2: Тведе Классе D 14 клубов Округ Юг 1: Тведе Классе E 14 клубов Округ Юг 1: Тведе Классе F 14 клубов Округ Юг 2: Тведе Классе G 14 клубов Округ Юг 2: Тведе Классе H 14 клубов Округ Восток: Тведе Классе I 14 клубов Округ Восток: Тведе Классе J 14 клубов Округ Север: Тведе Классе K 14 клубов Округ Север: Тведе Классе L 14 клубов |
| 7       | Округ Запад 1: Дерде Классе A 12 клубов, Дерде Классе B 12 клубов Дерде Классе C 12 клубов, Дерде Классе D 12 клубов Округ Запад 2: Дерде Классе A 14 клубов, Дерде Классе B 12 клубов Дерде Классе C 12 клубов, Дерде Классе D 12 клубов Округ Юг 1: Дерде Классе A 14 клубов, Дерде Классе B 12 клубов Дерде Классе C 12 клубов, Дерде Классе D 12 клубов Округ Восток: Дерде Классе A 14 клубов, Дерде Классе B 12 клубов Дерде Классе C 12 клубов, Дерде Классе D 12 клубов Округ Север: Дерде Классе A 14 клубов, Дерде Классе B 12 клубов Дерде Классе C 12 клубов, Дерде Классе D 12 клубов | Округ Запад 1: Дерде Классе A 12 клубов, Дерде Классе B 12 клубов Дерде Классе C 12 клубов, Дерде Классе D 12 клубов Округ Запад 2: Дерде Классе A 14 клубов, Дерде Классе B 12 клубов Дерде Классе C 12 клубов, Дерде Классе D 12 клубов Округ Юг 1: Дерде Классе A 14 клубов, Дерде Классе B 12 клубов Дерде Классе C 12 клубов, Дерде Классе D 12 клубов Округ Восток: Дерде Классе A 14 клубов, Дерде Классе B 12 клубов Дерде Классе C 12 клубов, Дерде Классе D 12 клубов Округ Север: Дерде Классе A 14 клубов, Дерде Классе B 12 клубов Дерде Классе C 12 клубов, Дерде Классе D 12 клубов | Округ Запад 1: Дерде Классе A 12 клубов, Дерде Классе B 12 клубов Дерде Классе C 12 клубов, Дерде Классе D 12 клубов Округ Запад 2: Дерде Классе A 14 клубов, Дерде Классе B 12 клубов Дерде Классе C 12 клубов, Дерде Классе D 12 клубов Округ Юг 1: Дерде Классе A 14 клубов, Дерде Классе B 12 клубов Дерде Классе C 12 клубов, Дерде Классе D 12 клубов Округ Восток: Дерде Классе A 14 клубов, Дерде Классе B 12 клубов Дерде Классе C 12 клубов, Дерде Классе D 12 клубов Округ Север: Дерде Классе A 14 клубов, Дерде Классе B 12 клубов Дерде Классе C 12 клубов, Дерде Классе D 12 клубов | Округ Запад 1: Дерде Классе A 14 клубов, Дерде Классе B 12 клубов Дерде Классе C 12 клубов, Дерде Классе D 12 клубов Округ Запад 2: Дерде Классе A 14 клубов, Дерде Классе B 12 клубов Дерде Классе C 12 клубов, Дерде Классе D 12 клубов Округ Юг 1: Дерде Классе A 14 клубов, Дерде Классе B 12 клубов Дерде Классе C 12 клубов, Дерде Классе D 12 клубов Округ Юг 2: Дерде Классе A 14 клубов, Дерде Классе B 12 клубов Дерде Классе C 12 клубов, Дерде Классе D 12 клубов Округ Восток: Дерде Классе A 14 клубов, Дерде Классе B 12 клубов Дерде Классе C 12 клубов, Дерде Классе D 12 клубов Округ Север: Дерде Классе A 14 клубов, Дерде Классе B 12 клубов Дерде Классе C 12 клубов, Дерде Классе D 12 клубов | Округ Запад 1: Дерде Классе A 14 клубов, Дерде Классе B 12 клубов Дерде Классе C 12 клубов, Дерде Классе D 12 клубов Округ Запад 2: Дерде Классе A 14 клубов, Дерде Классе B 12 клубов Дерде Классе C 12 клубов, Дерде Классе D 12 клубов Округ Юг 1: Дерде Классе A 14 клубов, Дерде Классе B 12 клубов Дерде Классе C 12 клубов, Дерде Классе D 12 клубов Округ Юг 2: Дерде Классе A 14 клубов, Дерде Классе B 12 клубов Дерде Классе C 12 клубов, Дерде Классе D 12 клубов Округ Восток: Дерде Классе A 14 клубов, Дерде Классе B 12 клубов Дерде Классе C 12 клубов, Дерде Классе D 12 клубов Округ Север: Дерде Классе A 14 клубов, Дерде Классе B 12 клубов Дерде Классе C 12 клубов, Дерде Классе D 12 клубов | Округ Запад 1: Дерде Классе A 14 клубов, Дерде Классе B 12 клубов Дерде Классе C 12 клубов, Дерде Классе D 12 клубов Округ Запад 2: Дерде Классе A 14 клубов, Дерде Классе B 12 клубов Дерде Классе C 12 клубов, Дерде Классе D 12 клубов Округ Юг 1: Дерде Классе A 14 клубов, Дерде Классе B 12 клубов Дерде Классе C 12 клубов, Дерде Классе D 12 клубов Округ Юг 2: Дерде Классе A 14 клубов, Дерде Классе B 12 клубов Дерде Классе C 12 клубов, Дерде Классе D 12 клубов Округ Восток: Дерде Классе A 14 клубов, Дерде Классе B 12 клубов Дерде Классе C 12 клубов, Дерде Классе D 12 клубов Округ Север: Дерде Классе A 14 клубов, Дерде Классе B 12 клубов Дерде Классе C 12 клубов, Дерде Классе D 12 клубов |
| 8       | Округ Запад 1: Вирде Классе A 12 клубов, Вирде Классе B 12 клубов Вирде Классе C 12 клубов, Вирде Классе D 12 клубов Вирде Классе E 12 клубов, Вирде Классе F 12 клубов Вирде Классе G 12 клубов, Вирде Классе H 12 клубов Округ Запад 2: Вирде Классе A 12 клубов, Вирде Классе B 12 клубов Вирде Классе C 12 клубов, Вирде Классе D 12 клубов Округ Юг 1: Вирде Классе A 14 клубов, Вирде Классе B 12 клубов Вирде Классе C 12 клубов, Вирде Классе D 12 клубов Вирде Классе E 12 клубов Округ Восток: Вирде Классе A 14 клубов, Вирде Классе B 12 клубов Вирде Классе C 12 клубов, Вирде Классе D 12 клубов Вирде Классе E 12 клубов Округ Север: Вирде Классе A 12 клубов, Вирде Классе B 12 клубов Вирде Классе C 12 клубов, Вирде Классе D 12 клубов | Округ Запад 1: Вирде Классе A 12 клубов, Вирде Классе B 12 клубов Вирде Классе C 12 клубов, Вирде Классе D 12 клубов Вирде Классе E 12 клубов, Вирде Классе F 12 клубов Вирде Классе G 12 клубов, Вирде Классе H 12 клубов Округ Запад 2: Вирде Классе A 12 клубов, Вирде Классе B 12 клубов Вирде Классе C 12 клубов, Вирде Классе D 12 клубов Округ Юг 1: Вирде Классе A 14 клубов, Вирде Классе B 12 клубов Вирде Классе C 12 клубов, Вирде Классе D 12 клубов Вирде Классе E 12 клубов Округ Восток: Вирде Классе A 14 клубов, Вирде Классе B 12 клубов Вирде Классе C 12 клубов, Вирде Классе D 12 клубов Вирде Классе E 12 клубов Округ Север: Вирде Классе A 12 клубов, Вирде Классе B 12 клубов Вирде Классе C 12 клубов, Вирде Классе D 12 клубов | Округ Запад 1: Вирде Классе A 12 клубов, Вирде Классе B 12 клубов Вирде Классе C 12 клубов, Вирде Классе D 12 клубов Вирде Классе E 12 клубов, Вирде Классе F 12 клубов Вирде Классе G 12 клубов, Вирде Классе H 12 клубов Округ Запад 2: Вирде Классе A 12 клубов, Вирде Классе B 12 клубов Вирде Классе C 12 клубов, Вирде Классе D 12 клубов Округ Юг 1: Вирде Классе A 14 клубов, Вирде Классе B 12 клубов Вирде Классе C 12 клубов, Вирде Классе D 12 клубов Вирде Классе E 12 клубов Округ Восток: Вирде Классе A 14 клубов, Вирде Классе B 12 клубов Вирде Классе C 12 клубов, Вирде Классе D 12 клубов Вирде Классе E 12 клубов Округ Север: Вирде Классе A 12 клубов, Вирде Классе B 12 клубов Вирде Классе C 12 клубов, Вирде Классе D 12 клубов | Округ Запад 1: Вирде Классе A 12 клубов, Вирде Классе B 12 клубов Вирде Классе C 12 клубов, Вирде Классе D 12 клубов Вирде Классе E 12 клубов, Вирде Классе F 12 клубов Вирде Классе G 12 клубов, Вирде КлассеH 12 клубов Округ Запад 2: Вирде Классе A 12 клубов, Вирде Классе B 12 клубов Вирде Классе C 12 клубов, Вирде Классе D 12 клубов Вирде Классе E 12 клубов, Вирде Классе F 12 клубов Округ Юг 1: Вирде Классе A 12 клубов, Вирде Классе B 12 клубов Вирде Классе C 12 клубов, Вирде Классе D 12 клубов Вирде Классе E 12 клубов, Вирде Классе F 12 клубов Вирде Классе G 12 клубов, Вирде Классе H 12 клубов Округ Юг 2: Вирде Классе A 12 клубов, Вирде Классе B 12 клубов Вирде Классе C 12 клубов, Вирде Классе D 12 клубов Вирде Классе E 12 клубов, Вирде Классе F 12 клубов Вирде Классе G 12 клубов, Вирде Классе H 12 клубов Округ Восток: Вирде Классе A 12 клубов, Вирде Классе B 12 клубов Вирде Классе C 12 клубов, Вирде Классе D 12 клубов Вирде Классе E 12 клубов, Вирде Классе F 12 клубов Вирде Классе G 12 клубов, Вирде Классе H 12 клубов Округ Север: Вирде Классе A 12 клубов, Вирде Классе B 12 клубов Вирде Классе C 12 клубов, Вирде Классе D 12 клубов Вирде Классе E 12 клубов, Вирде Классе F 12 клубов                                              | Округ Запад 1: Вирде Классе A 12 клубов, Вирде Классе B 12 клубов Вирде Классе C 12 клубов, Вирде Классе D 12 клубов Вирде Классе E 12 клубов, Вирде Классе F 12 клубов Вирде Классе G 12 клубов, Вирде КлассеH 12 клубов Округ Запад 2: Вирде Классе A 12 клубов, Вирде Классе B 12 клубов Вирде Классе C 12 клубов, Вирде Классе D 12 клубов Вирде Классе E 12 клубов, Вирде Классе F 12 клубов Округ Юг 1: Вирде Классе A 12 клубов, Вирде Классе B 12 клубов Вирде Классе C 12 клубов, Вирде Классе D 12 клубов Вирде Классе E 12 клубов, Вирде Классе F 12 клубов Вирде Классе G 12 клубов, Вирде Классе H 12 клубов Округ Юг 2: Вирде Классе A 12 клубов, Вирде Классе B 12 клубов Вирде Классе C 12 клубов, Вирде Классе D 12 клубов Вирде Классе E 12 клубов, Вирде Классе F 12 клубов Вирде Классе G 12 клубов, Вирде Классе H 12 клубов Округ Восток: Вирде Классе A 12 клубов, Вирде Классе B 12 клубов Вирде Классе C 12 клубов, Вирде Классе D 12 клубов Вирде Классе E 12 клубов, Вирде Классе F 12 клубов Вирде Классе G 12 клубов, Вирде Классе H 12 клубов Округ Север: Вирде Классе A 12 клубов, Вирде Классе B 12 клубов Вирде Классе C 12 клубов, Вирде Классе D 12 клубов Вирде Классе E 12 клубов, Вирде Классе F 12 клубов                                              | Округ Запад 1: Вирде Классе A 12 клубов, Вирде Классе B 12 клубов Вирде Классе C 12 клубов, Вирде Классе D 12 клубов Вирде Классе E 12 клубов, Вирде Классе F 12 клубов Вирде Классе G 12 клубов, Вирде КлассеH 12 клубов Округ Запад 2: Вирде Классе A 12 клубов, Вирде Классе B 12 клубов Вирде Классе C 12 клубов, Вирде Классе D 12 клубов Вирде Классе E 12 клубов, Вирде Классе F 12 клубов Округ Юг 1: Вирде Классе A 12 клубов, Вирде Классе B 12 клубов Вирде Классе C 12 клубов, Вирде Классе D 12 клубов Вирде Классе E 12 клубов, Вирде Классе F 12 клубов Вирде Классе G 12 клубов, Вирде Классе H 12 клубов Округ Юг 2: Вирде Классе A 12 клубов, Вирде Классе B 12 клубов Вирде Классе C 12 клубов, Вирде Классе D 12 клубов Вирде Классе E 12 клубов, Вирде Классе F 12 клубов Вирде Классе G 12 клубов, Вирде Классе H 12 клубов Округ Восток: Вирде Классе A 12 клубов, Вирде Классе B 12 клубов Вирде Классе C 12 клубов, Вирде Классе D 12 клубов Вирде Классе E 12 клубов, Вирде Классе F 12 клубов Вирде Классе G 12 клубов, Вирде Классе H 12 клубов Округ Север: Вирде Классе A 12 клубов, Вирде Классе B 12 клубов Вирде Классе C 12 клубов, Вирде Классе D 12 клубов Вирде Классе E 12 клубов, Вирде Классе F 12 клубов                                              |
| 9       | Округ Запад 1: Вейфде Классе A 12 клубов, Вейфде Классе B 12 клубов Вейфде Классе C 12 клубов Округ Север: Вейфде Классе A 12 клубов, Вейфде Классе B 12 клубов Вейфде Классе C 12 клубов, Вейфде Классе D 12 клубов | Округ Запад 1: Вейфде Классе A 12 клубов, Вейфде Классе B 12 клубов Вейфде Классе C 12 клубов Округ Север: Вейфде Классе A 12 клубов, Вейфде Классе B 12 клубов Вейфде Классе C 12 клубов, Вейфде Классе D 12 клубов | Округ Запад 1: Вейфде Классе A 12 клубов, Вейфде Классе B 12 клубов Вейфде Классе C 12 клубов Округ Север: Вейфде Классе A 12 клубов, Вейфде Классе B 12 клубов Вейфде Классе C 12 клубов, Вейфде Классе D 12 клубов | Округ Запад 1: Вейфде Классе A 12 клубов, Вейфде Классе B 12 клубов Вейфде Классе C 12 клубов, Вейфде Классе D 12 клубов Вейфде Классе E 12 клубов, Вейфде Классе F 12 клубов Вейфде Классе G 12 клубов, Вейфде Классе H 12 клубов Округ Запад 2: Вейфде Классе A 12 клубов, Вейфде Классе B 12 клубов Вейфде Классе C 12 клубов, Вейфде Классе D 12 клубов Округ Юг 1: Вейфде Классе A 12 клубов, Вейфде Классе B 12 клубов Вейфде Классе C 12 клубов, Вейфде Классе D 12 клубов Вейфде Классе E 12 клубов, Вейфде Классе F 12 клубов Вейфде Классе G 12 клубов, Вейфде Классе H 12 клубов Вейфде Классе I 12 клубов, Вейфде Классе J 12 клубов Округ Юг 2: Вийфде Классе A 12 клубов, Вийфде Классе B 12 клубов Вийфде Классе C 12 клубов, Вийфде Классе D 12 клубов Вийфде Классе E 12 клубов, Вейфде Классе F 12 клубов Вейфде Классе G 12 клубов, Вейфде Классе H 12 клубов Округ Восток: Вейфде Классе A 12 клубов, Вейфде Классе B 12 клубов Вейфде Классе C 12 клубов, Вейфде Классе D 12 клубов Вейфде Классе E 12 клубов, Вейфде Классе F 12 клубов Вейфде Классе G 12 клубов, Вейфде Классе H 12 клубов Округ Север: Вейфде Классе A 12 клубов, Вейфде Классе B 12 клубов Вейфде Классе C 12 клубов, Вейфде Классе D 12 клубов Вейфде Классе E 12 клубов, Вейфде Классе F 12 клубов | Округ Запад 1: Вейфде Классе A 12 клубов, Вейфде Классе B 12 клубов Вейфде Классе C 12 клубов, Вейфде Классе D 12 клубов Вейфде Классе E 12 клубов, Вейфде Классе F 12 клубов Вейфде Классе G 12 клубов, Вейфде Классе H 12 клубов Округ Запад 2: Вейфде Классе A 12 клубов, Вейфде Классе B 12 клубов Вейфде Классе C 12 клубов, Вейфде Классе D 12 клубов Округ Юг 1: Вейфде Классе A 12 клубов, Вейфде Классе B 12 клубов Вейфде Классе C 12 клубов, Вейфде Классе D 12 клубов Вейфде Классе E 12 клубов, Вейфде Классе F 12 клубов Вейфде Классе G 12 клубов, Вейфде Классе H 12 клубов Вейфде Классе I 12 клубов, Вейфде Классе J 12 клубов Округ Юг 2: Вийфде Классе A 12 клубов, Вийфде Классе B 12 клубов Вийфде Классе C 12 клубов, Вийфде Классе D 12 клубов Вийфде Классе E 12 клубов, Вейфде Классе F 12 клубов Вейфде Классе G 12 клубов, Вейфде Классе H 12 клубов Округ Восток: Вейфде Классе A 12 клубов, Вейфде Классе B 12 клубов Вейфде Классе C 12 клубов, Вейфде Классе D 12 клубов Вейфде Классе E 12 клубов, Вейфде Классе F 12 клубов Вейфде Классе G 12 клубов, Вейфде Классе H 12 клубов Округ Север: Вейфде Классе A 12 клубов, Вейфде Классе B 12 клубов Вейфде Классе C 12 клубов, Вейфде Классе D 12 клубов Вейфде Классе E 12 клубов, Вейфде Классе F 12 клубов | Округ Запад 1: Вейфде Классе A 12 клубов, Вейфде Классе B 12 клубов Вейфде Классе C 12 клубов, Вейфде Классе D 12 клубов Вейфде Классе E 12 клубов, Вейфде Классе F 12 клубов Вейфде Классе G 12 клубов, Вейфде Классе H 12 клубов Округ Запад 2: Вейфде Классе A 12 клубов, Вейфде Классе B 12 клубов Вейфде Классе C 12 клубов, Вейфде Классе D 12 клубов Округ Юг 1: Вейфде Классе A 12 клубов, Вейфде Классе B 12 клубов Вейфде Классе C 12 клубов, Вейфде Классе D 12 клубов Вейфде Классе E 12 клубов, Вейфде Классе F 12 клубов Вейфде Классе G 12 клубов, Вейфде Классе H 12 клубов Вейфде Классе I 12 клубов, Вейфде Классе J 12 клубов Округ Юг 2: Вийфде Классе A 12 клубов, Вийфде Классе B 12 клубов Вийфде Классе C 12 клубов, Вийфде Классе D 12 клубов Вийфде Классе E 12 клубов, Вейфде Классе F 12 клубов Вейфде Классе G 12 клубов, Вейфде Классе H 12 клубов Округ Восток: Вейфде Классе A 12 клубов, Вейфде Классе B 12 клубов Вейфде Классе C 12 клубов, Вейфде Классе D 12 клубов Вейфде Классе E 12 клубов, Вейфде Классе F 12 клубов Вейфде Классе G 12 клубов, Вейфде Классе H 12 клубов Округ Север: Вейфде Классе A 12 клубов, Вейфде Классе B 12 клубов Вейфде Классе C 12 клубов, Вейфде Классе D 12 клубов Вейфде Классе E 12 клубов, Вейфде Классе F 12 клубов |
| 10      | Округ Север: Зесде Классе A 13 клубов, Зесде Классе B 12 клубов Зесде Классе C 11 клубов, Зесде Классе D 13 клубов Зесде Классе E 14 клубов | Округ Север: Зесде Классе A 13 клубов, Зесде Классе B 12 клубов Зесде Классе C 11 клубов, Зесде Классе D 13 клубов Зесде Классе E 14 клубов | Округ Север: Зесде Классе A 13 клубов, Зесде Классе B 12 клубов Зесде Классе C 11 клубов, Зесде Классе D 13 клубов Зесде Классе E 14 клубов | Округ Запад 1: Зесде Классе A 12 клубов, Зесде Классе B 14 клубов Зесде Классе C 14 клубов, Зесде Классе D 12 клубов Округ Запад 2: Зесде Классе A 12 клубов, Зесде Классе B 11 клубов Зесде Классе C 11 клубов, Зесде Классе D 11 клубов Зесде Классе E 12 клубов, Зесде Классе F 11 клубов Зесде Классе G 12 клубов Округ Восток: Зесде Классе A 12 клубов, Зесде Классе B 14 клубов Зесде Классе C 14 клубов, Зесде Классе D 14 клубов Зесде Классе E 12 клубов, Зесде Классе F 12 клубов Округ Север: Зесде Классе A 12 клубов, Зесде Классе B 12 клубов Зесде Классе C 12 клубов, Зесде Классе D 14 клубов | Округ Запад 1: Зесде Классе A 12 клубов, Зесде Классе B 14 клубов Зесде Классе C 14 клубов, Зесде Классе D 12 клубов Округ Запад 2: Зесде Классе A 12 клубов, Зесде Классе B 11 клубов Зесде Классе C 11 клубов, Зесде Классе D 11 клубов Зесде Классе E 12 клубов, Зесде Классе F 11 клубов Зесде Классе G 12 клубов Округ Восток: Зесде Классе A 12 клубов, Зесде Классе B 14 клубов Зесде Классе C 14 клубов, Зесде Классе D 14 клубов Зесде Классе E 12 клубов, Зесде Классе F 12 клубов Округ Север: Зесде Классе A 12 клубов, Зесде Классе B 12 клубов Зесде Классе C 12 клубов, Зесде Классе D 14 клубов | Округ Запад 1: Зесде Классе A 12 клубов, Зесде Классе B 14 клубов Зесде Классе C 14 клубов, Зесде Классе D 12 клубов Округ Запад 2: Зесде Классе A 12 клубов, Зесде Классе B 11 клубов Зесде Классе C 11 клубов, Зесде Классе D 11 клубов Зесде Классе E 12 клубов, Зесде Классе F 11 клубов Зесде Классе G 12 клубов Округ Восток: Зесде Классе A 12 клубов, Зесде Классе B 14 клубов Зесде Классе C 14 клубов, Зесде Классе D 14 клубов Зесде Классе E 12 клубов, Зесде Классе F 12 клубов Округ Север: Зесде Классе A 12 клубов, Зесде Классе B 12 клубов Зесде Классе C 12 клубов, Зесде Классе D 14 клубов |
| 11      | Нет данных | Нет данных | Нет данных | Округ Север: Зевенде Классе A ? клубов, Зевенде Классе B ? клубов Зевенде Классе C ? клубов | Округ Север: Зевенде Классе A ? клубов, Зевенде Классе B ? клубов Зевенде Классе C ? клубов | Округ Север: Зевенде Классе A ? клубов, Зевенде Классе B ? клубов Зевенде Классе C ? клубов |